# 哈夫扎

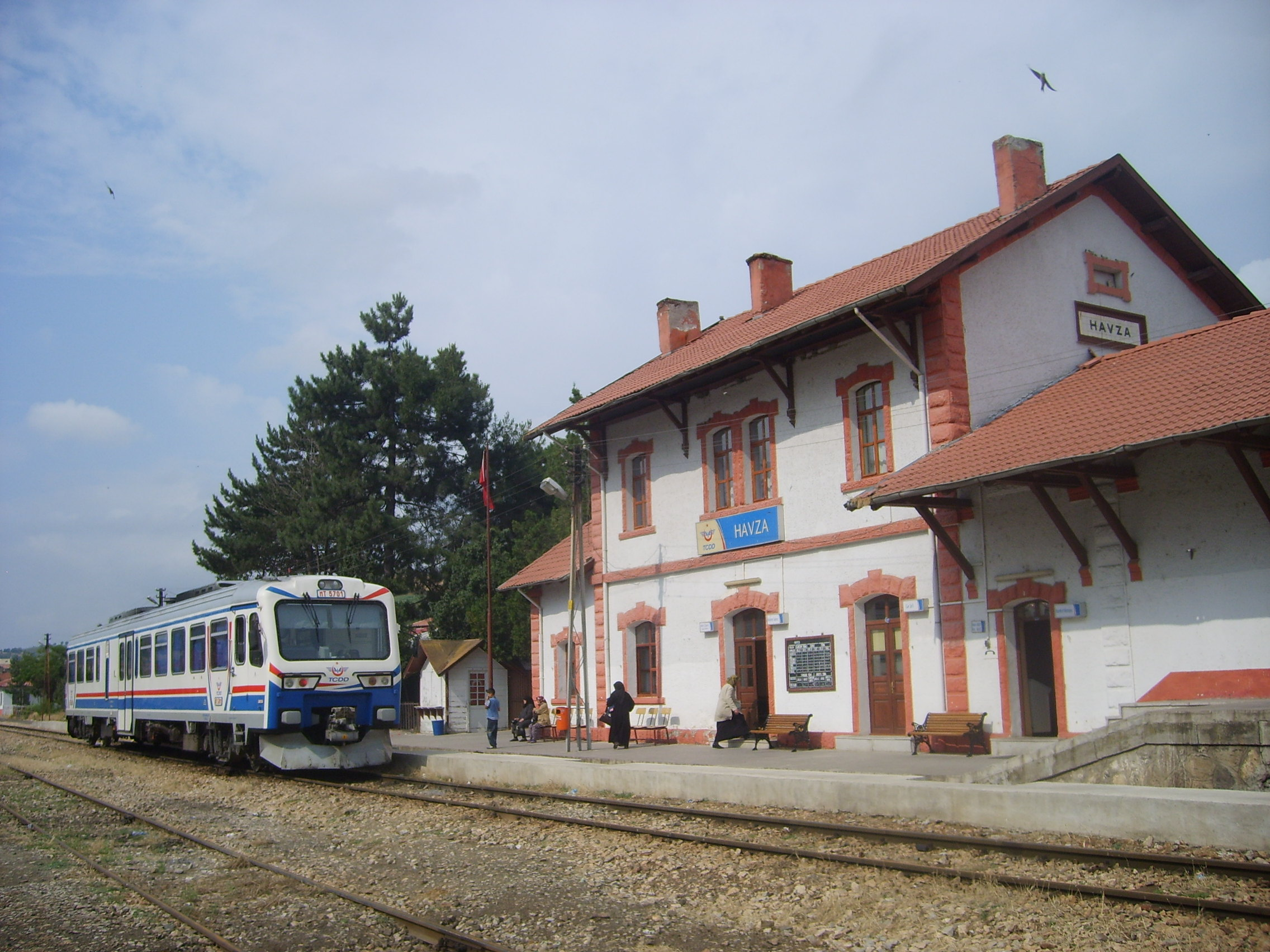

哈夫扎是土耳其的城鎮，位於該國北部，由薩姆松省負責管轄，距離首府薩姆松84公里，海拔高度675米，主要經濟活動是農業，2011年人口20,293。
40°58′N 35°40′E / 40.967°N 35.667°E